# تيم براون (لاعب دوري الرغبي)
تيم براون (بالإنجليزية: Tim Browne)‏ هو لاعب دوري الرغبي أسترالي، ولد في 27 ديسمبر 1987 في Penrith, New South Wales ‏ في أستراليا.